# U-97
Unterseeboot 97 foi um submarino alemão do Tipo VIIC, pertencente a Kriegsmarine que atuou durante a Segunda Guerra Mundial.

## Comandantes
| Comandante             | Data                                         |
| ---------------------- | -------------------------------------------- |
| Udo Heilmann           | 28 de setembro de 1940 - maio de 1942        |
| Oblt. Friedrich Bürgel | maio de 1942 - 15 de outubro de 1942         |
| Kptlt. Hans-Georg Trox | 2 de fevereiro de 1943 - 16 de junho de 1943 |

## Subordinação
Durante o seu tempo de serviço, esteve subordinado às seguintes flotilhas:
| Período                                        | Flotilha                                  |
| ---------------------------------------------- | ----------------------------------------- |
| 28 de setembro de 1940 - 31 de janeiro de 1941 | 7. Unterseebootsflottille (treinamento)   |
| 1 de fevereiro de 1941 - 31 de outubro de 1941 | 7. Unterseebootsflottille (serviço ativo) |
| 1 de novembro de 1941 - 30 de abril de 1942 2  | 3. Unterseebootsflottille (serviço ativo) |
| 1 de maio de 1942 - 16 de junho de 1943 2      | 9. Unterseebootsflottille (serviço ativo) |

## Operações conjuntas de ataque
O U-97 participou das seguinte operações de ataque combinado durante a sua carreira:
- Rudeltaktik West (8 de maio de 1941 - 27 de maio de 1941)
- Rudeltaktik Goeben (20 de setembro de 1941 - 29 de setembro de 1941)